# Filodrillia crebrespirata
Filodrillia crebrespirata é uma espécie de gastrópode do gênero Filodrillia, pertencente à família Borsoniidae.